# Adlwang
Adlwang ist eine Gemeinde im Traunviertel mit 2161 Einwohnern (Stand 1. Jänner 2024).
Adlwang ist einer der ältesten Marien-Wallfahrtsorte Oberösterreichs. Hauptsehenswürdigkeiten sind die Kirche in der Ortsmitte und der Heilige Brunnen.
An den ersten drei Wochenenden im Oktober findet jährlich der traditionsreiche „Adlwanger Kirtag“ statt, der auch als „Drei goldene Samstagnächte“ bekannt ist.

## Geografie
Adlwang liegt im Südosten von Oberösterreich, südlich von Bad Hall und westlich von Steyr. Die Ausdehnung der Gemeinde beträgt von Nord nach Süd 6,9 km, von West nach Ost 4,5 km. Von der Gesamtfläche von 17 Quadratkilometer sind 16 Prozent bewaldet und über siebzig Prozent werden landwirtschaftlich genutzt.

### Gemeindegliederung
Das Gemeindegebiet umfasste früher folgende sechs Ortschaften (in Klammern Einwohnerzahl Stand 1. Jänner 2015):
- Adlwang (528)
- Eggmayr (5)
- Emsenhub (273)
- Mandorf (244)
- Möderndorf (82)
- Mühlgrub (612)

Heute besteht die Gemeinde aus einer Ortschaft (in Klammer Einwohnerzahl Stand 1. Jänner 2024):
- Adlwang (2161)

Die Gemeinde besteht aus den Katastralgemeinden Adlwang, Emsenhub und Weißenbach.
Die Gemeinde gehört zum Gerichtsbezirk Steyr.

### Nachbargemeinden
| Pfarrkirchen | Bad Hall                                    |                |
| Nußbach      | Kompassrose, die auf Nachbargemeinden zeigt | Waldneukirchen |
|              | Grünburg                                    |                |

## Geschichte

### Frühe Besiedelung
Seit wann die Gegend um Adlwang besiedelt ist, kann nicht mit Exaktheit bestimmt werden.
Obwohl Lochbeilfunde und römische Münzen in der Region nachgewiesen sind, gibt es nichts was aus frühzeitlicher Besiedlung übrig geblieben wäre.
Der heutige Ort Adlwang gehörte jedoch schon zum ersten Staatsgebilde auf österreichischen Boden, dem keltischen Norikum und wurde später von den Römern besetzt. Nach dem Abzug der römischen Truppen und der Völkerwanderung, die auch die ehemalige römische Provinz betraf, wurde die Gegend von den Baiern besetzt. Diese dehnten ihren Einflussbereich ausgehend vom heutigen Bayern Richtung Osten hin aus. Die Bayrische Landnahme wurde in dieser Region durch die Gründung des Klosters Kremsmünster im Jahr 777 vollzogen. Herzog Tassilo III. schenkte dem Kloster Land, darunter auch die Gegend um den Sulzbach, in der Absicht die Region zu kolonialisieren, zu christianisieren und die Menschen zu seinen Untertanen zu machen.
Das Kloster Kremsmünster übte in der Geschichte großen Einfluss auf Adlwang aus, die sich dadurch ausdrückt, dass Adlwang immer schon von Kremsmünster aus seelsorglich betreut wird und damit das Kloster lange Zeit Grundherr in Adlwang war. 1095 findet sich in der Chronik des Klosters Garsten die Eintragung: „der Hl. Tiemo (damals Erzbischof von Salzburg) weihte eine Kirche in der Gegend von Hall“. Diese Aussage wird auf Adlwang bezogen und diese heute oft als erste Erwähnung angenommen. Was der Grund war, in Adlwang eine Kirche zu errichten und was den berühmten Erzbischof von Salzburg dazu bewegt hat eine Kirche hier zu weihen, ist heute ungewiss.
Die erste schriftliche Erwähnung von Adlwang erfolgt noch vor dem Jahr 1164, als ein gewisser Richerus de Adelwanch erwähnt wird.
Den ersten schriftlichen Beweis für die Existenz einer Kirche in Adlwang liefert die Pfarreinteilung des Stiftes Kremsmünster im Jahr 1330, wo beschrieben wird, dass Adlwang Teil der Pfarre Pfarrkirchen und Eigentum des Klosters von Kremsmünster ist. Um diese Zeit wird auch ein Adelssitz vermutet, da der Name „Heinrich von Adlwang“ in einigen Urkunden als Zeuge auftaucht.
Eine alte Legende berichtet von einer schönen Jungfrau, die oftmals bei einem Brunnen gesichtet wurde. Diese Legende wird schon im Mirakelbuch von 1683 von Pater Gotthard Freyd beschrieben, wo Adlwang auch als uralter Marienwallfahrtsort erwähnt wird.

### Entstehung als Wallfahrtsort
Dass Adlwang schon sehr früh ein beliebter Marienwallfahrtsort war, zeigt eine Stiftung, die die Herren von Rohr um ca. 1300 machten. Durch die hohe Zahl an Wallfahrern gelang es dem Abt den Papst von einem Ausbau der Kirche in Adlwang zu überzeugen. Papst Eugen IV. stellte im Jahr 1431 einen Ablassbrief mit der Gültigkeit von 20 Jahren für das Gotteshaus in Adlwang aus. Dies trieb die Zahl der Wallfahrer weiter nach oben und bewirkte so eine erste Blütephase der Wallfahrt. Von dieser Kirche ist heute noch die Westwand erhalten, in der man im 20. Jahrhundert ein gotisches Portal freilegte. Das zeigt, dass die Kirche zumindest in der Länge schon annähernd dasselbe Ausmaß hatte wie im 15. Jahrhundert. Da die Kirche jedoch wieder zu klein wurde, baute man am Beginn des 16. Jahrhunderts das Presbyterium nach dem Vorbild der Donauschule, heute ein beliebtes Postkartenmotiv und Identifikationsbild für Adlwang.
Da die Kirche in St. Blasien Reliquien des heiligen Blasius von Sebaste beherbergt, der nach der Legenda aurea einem jungen Mann, der sich an einer Fischgräte verschluckte, vor dem Ersticken rettete, galt im Mittelalter der dort empfangene Blasiussegen als Schutz gegen Halsleiden wie z. B. die Diphtherie.

### Reformation und Bauernkriege
In der folgenden Periode der Reformation wurden die Menschen in dieser Region evangelisch, und es brachen Bauernaufstände aus. Als im Jahr 1596 Bauernunruhen begannen, war ein Adlwanger maßgeblich daran beteiligt. Wolf Ackerlhaider war als Rädelsführer in einen Aufstand verwickelt, der am 7. Oktober 1596 in der Gegend um Steyr niedergeschlagen wurde. Ackerlhaider floh in die Steiermark, wurde später festgenommen, zum Tode verurteilt und in Gmunden 1599 mit dem Schwert hingerichtet.

### Adlwang als Superoriat

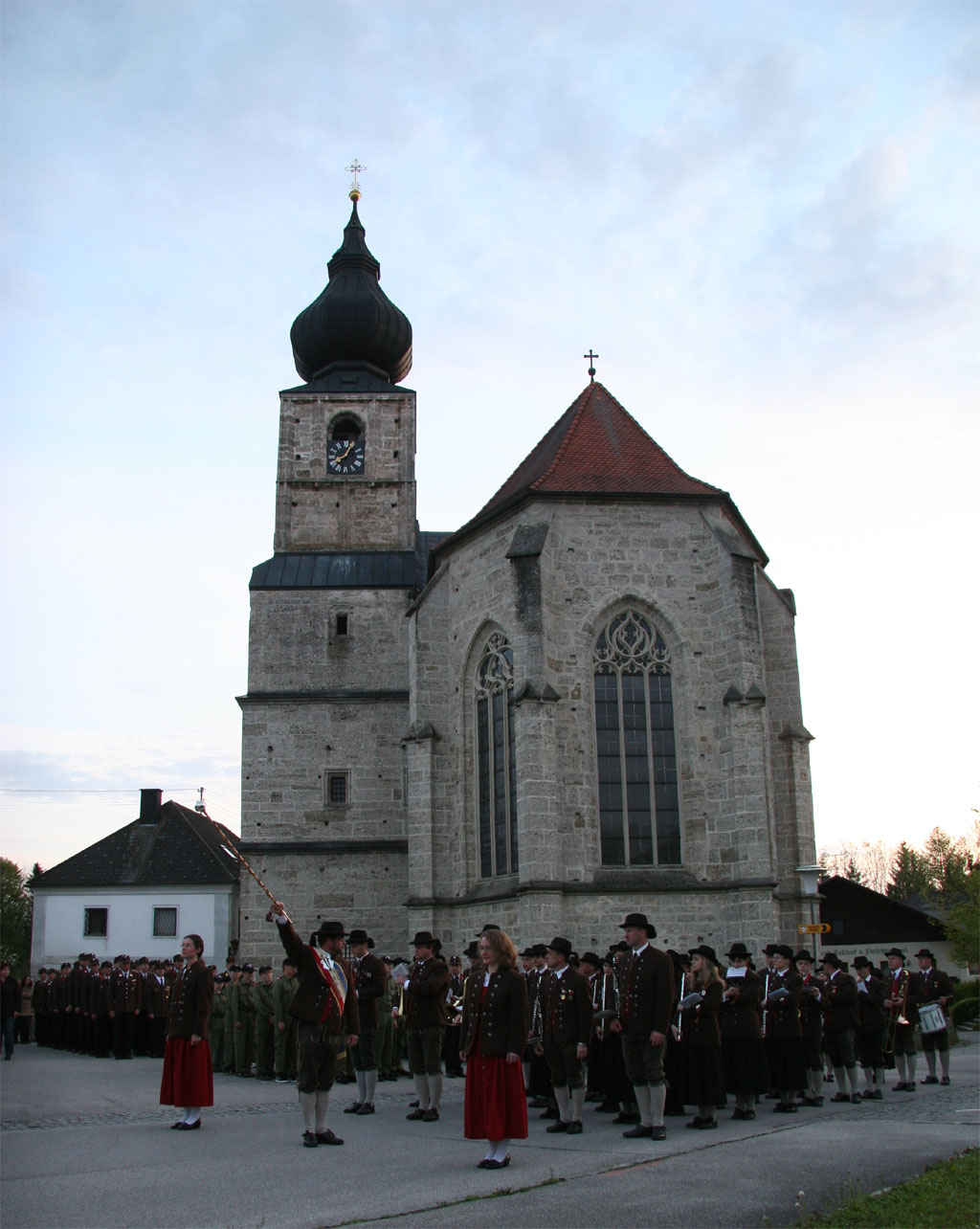
Die Wallfahrtskirche Adlwang mit der Trachtenmusikkapelle Adlwang im Vordergrund

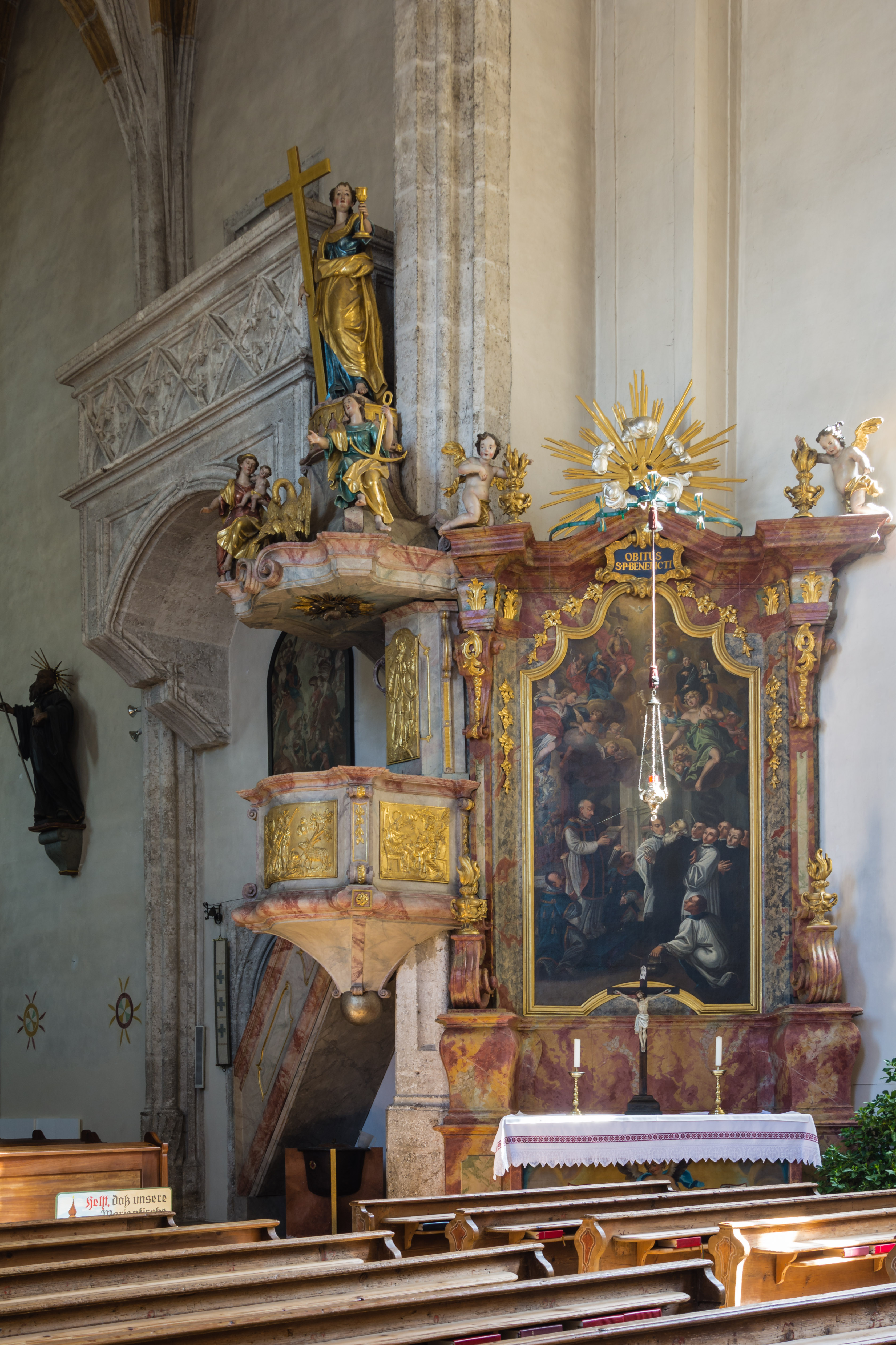
Wallfahrtskirche Adlwang, Seitenaltar

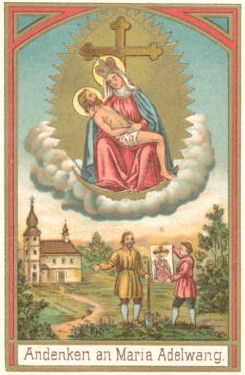
Andachtsbild, Wallfahrt Adlwang (um 1860)

Nach der Niederschlagung der Bauernaufstände begann die Zeit der Gegenreformation, da der oberste Landesherr ein katholisches Land wollte. Dies führte zu einer besonderen Förderung des Wallfahrtswesens in Adlwang durch die Kremsmünsterer Mönche. 1653 wurde das Kirchenschiff neu gebaut. Seit dieser Zeit besteht die Kirche im Wesentlichen in der Form, in der wir sie heute kennen. In diese Periode fallen auch die Adlwanger Mirakelbücher, die neben einer Sammlung von Wundern durch die Adlwanger Madonna auch Angaben über die Geschichte Adlwangs enthält. Der Wallfahrtskult steigerte sich, bis er im Barock seinen absoluten Höhepunkt erreichte. 1696 überstieg die Zahl der jährlichen Messen die 1000er-Grenze, was dazu führte, dass Adlwang im Jahr 1700 zum Superoriat erhoben wird und damit den Status eines großen Wallfahrtsortes erhält.
In dieser Zeit wird Adlwang als „Mariazell von Oberösterreich“ beschrieben und ist der bedeutendste Wallfahrtsort im Lande ob der Enns. Adlwang hatte in der Regel vier Priester. Dies führte dazu, dass man den Pfarrhof in seiner jetzigen Größe baute. Es wurden in der Zeit des Superoriates von 1700–1784 2,7 Millionen Kommunikanten gezählt. Priester aus der näheren und weiteren Umgebung hielten Messen in Adlwang. Nicht nur aus allen Teilen des Reiches, sondern auch aus Russland, Rom und Jerusalem kamen Priester. Man plante sogar eine vollkommen neue Kirche in Adlwang zu errichten, Baumaterial und Bauplatz waren schon vorhanden, aber ein Rechtsstreit mit der Herrschaft Hall verhinderte den Baubeginn. Seit 1778 verfügt Adlwang auch über eine Trivialschule, was in etwa einer Volksschule entspricht, obwohl es schon vorher bescheidenen Unterricht gab. Zur weiteren Verstärkung des Wallfahrtskultes haben noch 2 Dinge beigetragen. Zum einen wurde ein Bild, das des kreuztragenden Heilands beobachtet wie es Blut geschwitzt haben soll, was in Expertengutachten auf einen nicht natürlichen Ursprung zurückgeführt wurde. Zum anderen wurde Adlwang von der Pest verschont, die damals im ganzen Land verbreitet war und sogar Mariazell zur zeitweiligen Schließung zwang.

### Joseph II. und der Widerstand gegen die Aufklärung
Als mit Joseph II. das Zeitalter der Aufklärung in den Verwaltungsanordnungen anbrach, wurde versucht den Wallfahrtskult von staatlicher Seite auszulöschen. Da sich Kloster und das einfache Volk nicht an die Anordnungen hielten, wurden Pfarrer und Abt abgesetzt. Da aber der gewünschte Erfolg nicht eintrat, versuchte die Obrigkeit sich mit drastischeren Maßnahmen durchzusetzen. Adlwang wurde der Status des Superoriates entzogen, indem es zu einer eigenen Pfarre gemacht wurde, was bewirkte, dass nur noch ein Priester in Adlwang sein durfte. Per Regierungsdekret vom 3. Februar 1789 wurde verordnet, dass die Gnadenstatue durch ein Bild ersetzt werden musste. Der Pfleger von Hall, zu dessen Herrschaft Adlwang gehörte, reiste mit Gerichtsdienern an, um die Verordnung umzusetzen. Da sich der Bischof von Linz nur in Beschwichtigungsversuchen übte, ging zu Ostern 1790 in Adlwang die Geduld zu Ende.
In einer Beschreibung heißt es: „Die Weiber von Adlwang (…) waren in die Kirche eingedrungen, rissen das neue Altarblatt herab und stellten das alte Gnadenbild wieder an seine Stelle.“ Joseph II. starb 1790, so dass die Geschichte keine Fortsetzung fand, da sein Nachfolger Leopold II. sich um andere Dinge kümmerte. 1809 wurde Oberösterreich zum Schauplatz der napoleonischen Kriege. In der Schlacht bei Ebelsberg unterlagen die österreichischen Truppen dem französischen Heer unter Napoleon. Wie weit Adlwang vom napoleonischen Feldzug durch Oberösterreich betroffen war lässt sich nicht genau sagen, Pater Richter, Pfarrer von Adlwang sorgte jedenfalls für „die Beseitigung der Schäden durch den Einfall der Franzosen“. Seit dem 19. Jahrhundert war auch der Brauch der goldenen Samstagnächte, zu Beginn ein reines Wallfahrtsereignis, bekannt. Papst Pius IX. gewährte jeden, der Adlwang zu den goldenen Samstagnächten besucht einen vollkommenen Ablass.

### Adlwang setzt sich als eigenständige Gemeinde durch

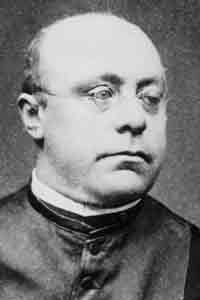
Pater Lambert Guppenberger

Im 19. Jahrhundert erfuhr das kleine Dorf Adlwang einen anhalten Aufschwung, der zum Wachstum des Ortskernes beitrug. 1871 wurde in Adlwang ein Postamt eingerichtet, es bestand eine Brückenwaage im Zentrum und in der Greilmühle wurde eine Molkerei gegründet. Die Freiwillige Feuerwehr, die zuvor nur als lose Gruppe bestand, wurde 1894 gegründet und im selben Jahr ein Feuerwehrhaus gebaut. Zu dieser Zeit war Adlwang auf mehrere politische Gemeinden aufgeteilt und hatte keine eigene Verwaltung. Da sich jedoch die meisten Einwohner als Adlwanger identifizierten und hier den Mittelpunkt ihres Lebens sahen, entstand das Bestreben eine eigene Gemeinde zu werden. Dass diese Versuche zu Beginn nicht sehr erfolgreich waren, ließ sich darauf zurückzuführen, dass man in Wien massive Bedenken gegen diese Initiative aus der Provinz hatte. Letztendlich setzte sich jedoch eine Gruppe beharrlicher Adlwanger unterstützt von Pater Lambert Guppenberger durch und erreichte, dass 1893 mehrere Steuergemeinden zu einer Ortsgemeinde zusammengefasst wurden und unter dem Namen Adlwang Teil des Bezirkes Kirchdorf wurden. Der Großteil der neuen Gemeindefläche wurde von Waldneukirchen abgetrennt.

### Erster Weltkrieg
1914 begann der Erste Weltkrieg, der auch Adlwang nicht verschonte. Zahlreiche Männer rückten ein und kämpften an den Fronten. Viele von ihnen kehrten nicht mehr nach Hause zurück und hinterließen zahlreiche Löcher in den Familien. Die Gemeinde zeichnete Kriegsanleihen und verschuldete sich. Um die fehlenden Arbeitskräfte zu ersetzen, wurden 40 russische Kriegsgefangene nach Adlwang gebracht, daraufhin machte sich große Not in Adlwang breit und die Verteuerung nahm rapide zu.
Nach und während des Krieges wurde Adlwang von Flüchtlingen und freigelassenen Kriegsgefangenen „überflutet“ und ausgehungerte Soldaten kamen, sofern sie noch lebten, nach Hause zurück.
In Österreich hatte sich mittlerweile einiges geändert, da die Donaumonarchie zusammenbrach und die Republik Österreich ausgerufen wurde.

### Zwischenkriegszeit
1864 wurde der bekannteste Adlwanger, Michael Mayr, Sohn des Ferdlstraßergutes, geboren. Er besuchte die Volksschule in Adlwang, wurde Universitätsprofessor in Innsbruck, und später Bundeskanzler einer Übergangsregierung sowie Mitbegründer der österreichischen Bundesverfassung. Die Probleme seiner Zeit, der Abwehrkampf in der Steiermark, zwangen Mayr zum Rücktritt. Als Nationalrat blieb er der Politik erhalten. Mayr starb 1922 beim Besuch seiner Schwester in Waldneukirchen an einem Nierenversagen. Der politische Umbruch 1914 hatte auch in Adlwang zur Bildung politischer Gruppierungen geführt, die seither die Geschicke der Gemeinde leiten.
Durch die Wirren der Wirtschaftskrise kam es zu extremen Teuerungen, beispielsweise wurden die Gemeindeabgaben mehrmals um einige tausend Prozent erhöht. Trotz der wirtschaftlich extremen Bedingungen wurde Adlwang an den öffentlichen Verkehr und das Stromnetz angeschlossen. Weiters wurde zu dieser Zeit auch die Raiffeisenbank und eine Zweigstelle der Sparkasse gegründet. Zusammen mit der Postsparkasse existieren damit drei Banken in Adlwang. Außerdem gab es eine Gemeindekrankenkasse, ein Gemeindearmenhaus mit Pflegerin und einen Gendarmeriestützpunkt mit Arrest. Obwohl Adlwang vom Bürgerkrieg verschont blieb, zogen die Ereignisse auch Adlwang in ihren Bann. Neben schwierigen politischen Verhältnissen bildete sich in diesem Bürgerkrieg eine Vaterländische Front, was später zu Schwierigkeiten führte.

### Zweiter Weltkrieg

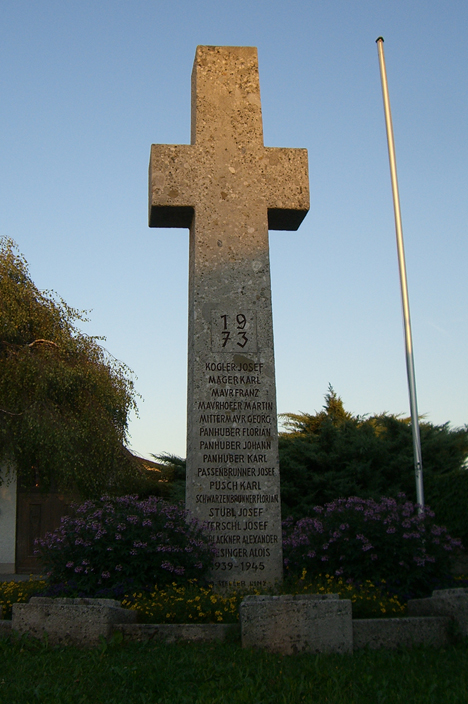
Kriegerdenkmal in Adlwang

Am 15. März 1938 besetzten 150 deutsche Soldaten Adlwang, alle Vereine werden aufgelöst, anstelle des Bürgermeisters trat ein kommissarischer Leiter der Nationalsozialisten
, der die Gemeinde die nächsten sieben Jahre leitete. Bei der Anschlussabstimmung wurde nur eine einzige Nein-Stimme abgegeben. Der Pfarrvikar wurde von der Gestapo verhaftet und in Linz festgehalten. Die Wallfahrt und die Kirche wurden in dieser Zeit wieder zum politischen Streitthema. Den Pilgern war es erst nach einer Petition an den Gauleiter in Wien möglich, die Straße zu Fuß zu benützen. Erneut mussten Adlwanger als Soldaten in den Krieg ziehen, um an Fronten in ganz Europa zu kämpfen und erneut kamen viele von ihnen nicht wieder nach Hause zurück. In Adlwang wurden inzwischen 25 französische Kriegsgefangene einquartiert, die bei der Landarbeit mithelfen mussten.
Das Stift Kremsmünster wurde von der Gestapo besetzt und unter Strafandrohung untersagt, zum Besuch der Kirche zu animieren. Trotz eines behördlichen Verbotes wurden zahlreiche Prozessionen in und nach Adlwang durchgeführt, was ein sechsmonatiges Betätigungsverbot der Musikkapelle zur Folge hatte. Da sich die Musiker dem Verbot dennoch nicht unterwarfen, wurden sie von der NS-Kreisleitung verhört, die den Besitz der Kapelle beschlagnahmte und Leopold Höllhuber die Einlieferung ins KZ androhte. Durch Intervention wurde dies verhindert und er musste eine Geldstrafe auf sich nehmen. Weiters wurde die Kapelle unter Aufsicht eines Parteimitgliedes unterstellt.
1944 kamen die ersten Flüchtlinge aus dem Osten nach Adlwang, wo Erdhütten errichtet werden. 1945 wurde die Schule geschlossen und Flüchtlinge darin untergebracht, die in einem pausenlosen Zug gemeinsam mit Militär auch durch Adlwang zogen. Weiters war in Adlwang eine Verrechnungsstelle der Wiener Polizei und eine Wehrmachtseinheit untergebracht. Einen Zug des Grauens bildeten ca. 800 Juden, die von Fürstenfeld nach Mauthausen geschickt wurden. Diese hatten im Herzogwald ein Nachtlager, das für viele Juden ihr letztes wurde. In Adlwang versucht eine verhetzte Jugendgruppe, die „Wehrwölfe“, die Gewalt im Ort an sich zu reißen. Diese erschossen auch einen Studenten aus Wien, der die Sinnlosigkeit des Krieges eingesehen hatte. Am 5. Mai 1945 fuhren ca. 300 amerikanische Fahrzeuge durch Adlwang und 200 Soldaten besetzten den Ort. Die NS-Strukturen wurden wieder aufgelöst und die vorherige Gemeindeführung wieder eingesetzt. Langsam beruhigten sich die Zustände wieder und die Soldaten kehrten nach Hause zurück.

### Aufschwung und Wachstum nach 1945
Nach 1945 setzte ein kontinuierlicher Aufschwung ein, der den Bau öffentlicher Einrichtungen zuließ. Weiters begann in Adlwang in den 1960er Jahren eine verstärkte Siedlungstätigkeit im Ortskern. 1963 wurde ein neues Feuerwehrhaus gebaut, welches später erweitert wurde.
1965 wurde das neue Amtshaus gebaut und der Ortsplatz umgestaltet und ausgebaut. In den Folgejahren wurde die Schule erweitert und ein Kindergarten angebaut. Die Raiffeisenkasse, die Sparkasse und die Post errichteten ebenfalls eigene Gebäude in Adlwang.
1978 wurde mit der hessischen Gemeinde Engelrod eine Partnerschaft geschlossen, die bis heute anhält und der der „Englroder Brunnen“ gewidmet ist.
1980 wurde das erste Styria-Wohnhaus gebaut und seinen Bewohnern übergeben. Heute stehen im Ortskern bereits vier Wohnanlagen dieser Größe. Für die bestehende Sportunion wurde eine Sportanlage errichtet, die neben dem Fußball- und Trainingsfeld zwei Tennisplätze, zwei Asphaltstockbahnen und das Vereinshaus umfasst.
1988 wurde die Bürgerhalle, das Veranstaltungszentrum für Adlwang und als Stiftung des Ehepaares Zeillerbauer vorgesehen war, fertiggestellt.
Adlwang wurde 1989 im Rahmen der Blumenschmuckaktion der Titel „Schönstes Dorf Oberösterreichs“ verliehen.

### Gemeinde wächst stetig
Die Bevölkerungszahl steigt kontinuierlich, was die Erweiterung des Wohnbaugebietes im Zentrum von Adlwang sowie in St. Blasien, der Fröschlpointsiedlung und Steingrub zur Folge hatte. Mit dem Bau zwei neuer Wohnanlagen südlich des Zentrums wurde 2013 begonnen. Auch die Ansiedlung von neuen Betrieben im Gewerbegebiet Adlwang Nord trug zum Wachstum der Gemeinde bei.
Sportlichen Aufschwung gab es im Fußball, dort wurde der Aufstieg in die 1. Klasse geschafft. Auch im Tennis verzeichnete man Erfolge gemeinsam mit der Spielgemeinschaft Waldneukirchen. Ein Highlight im Sport bildete ein Internationales Jugendfußballturnier 2013.
Die Sanierung der über hundertjährigen Volksschule mit Turnsaal und Kinderhaus wurden zwischen 2000 und 2010 realisiert. Seit 2013 ordiniert ein eigener Gemeindearzt im Gemeindeamt Adlwang.

## Kultur und Sehenswürdigkeiten

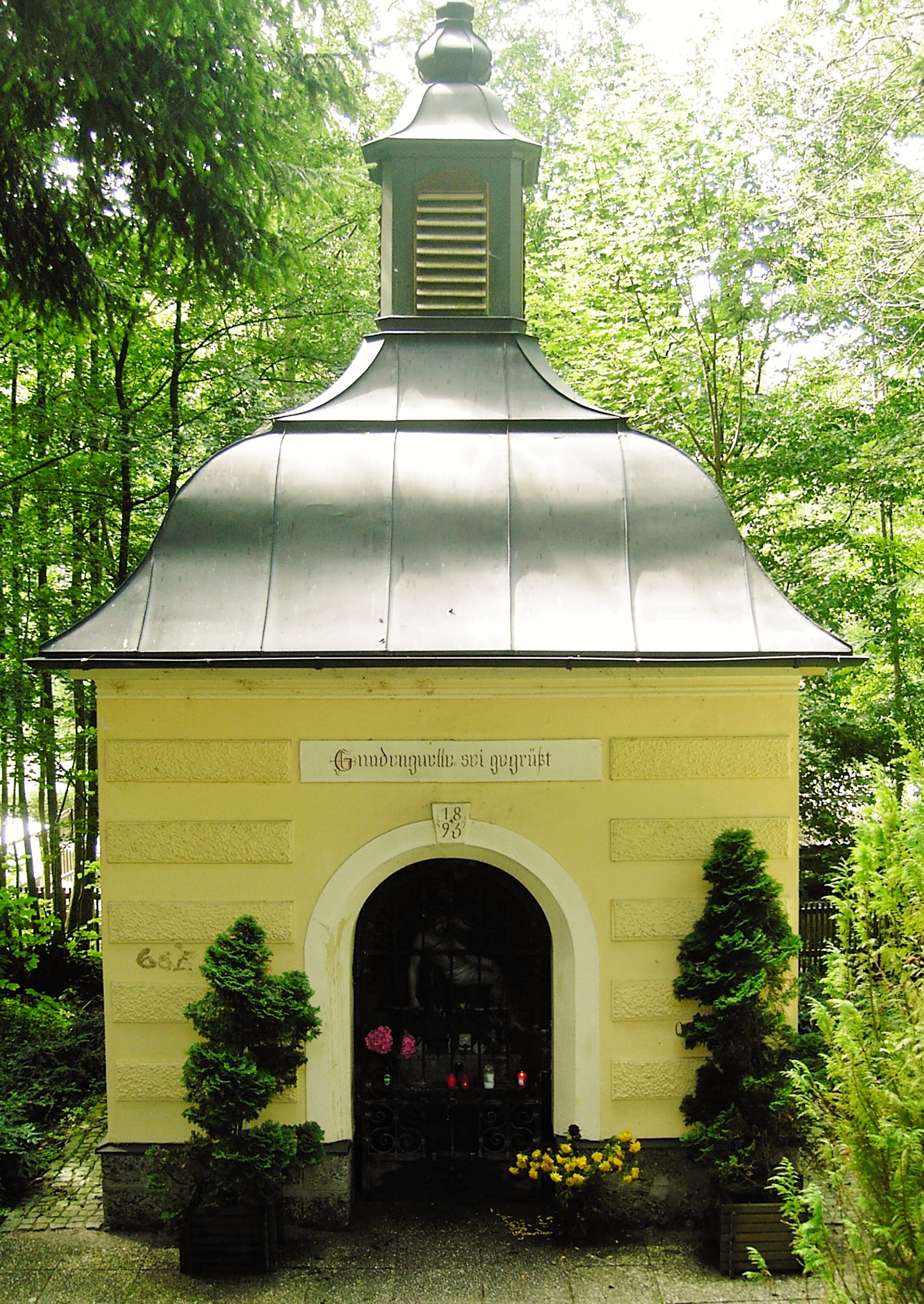
Gnadenbrunnen Adlwang

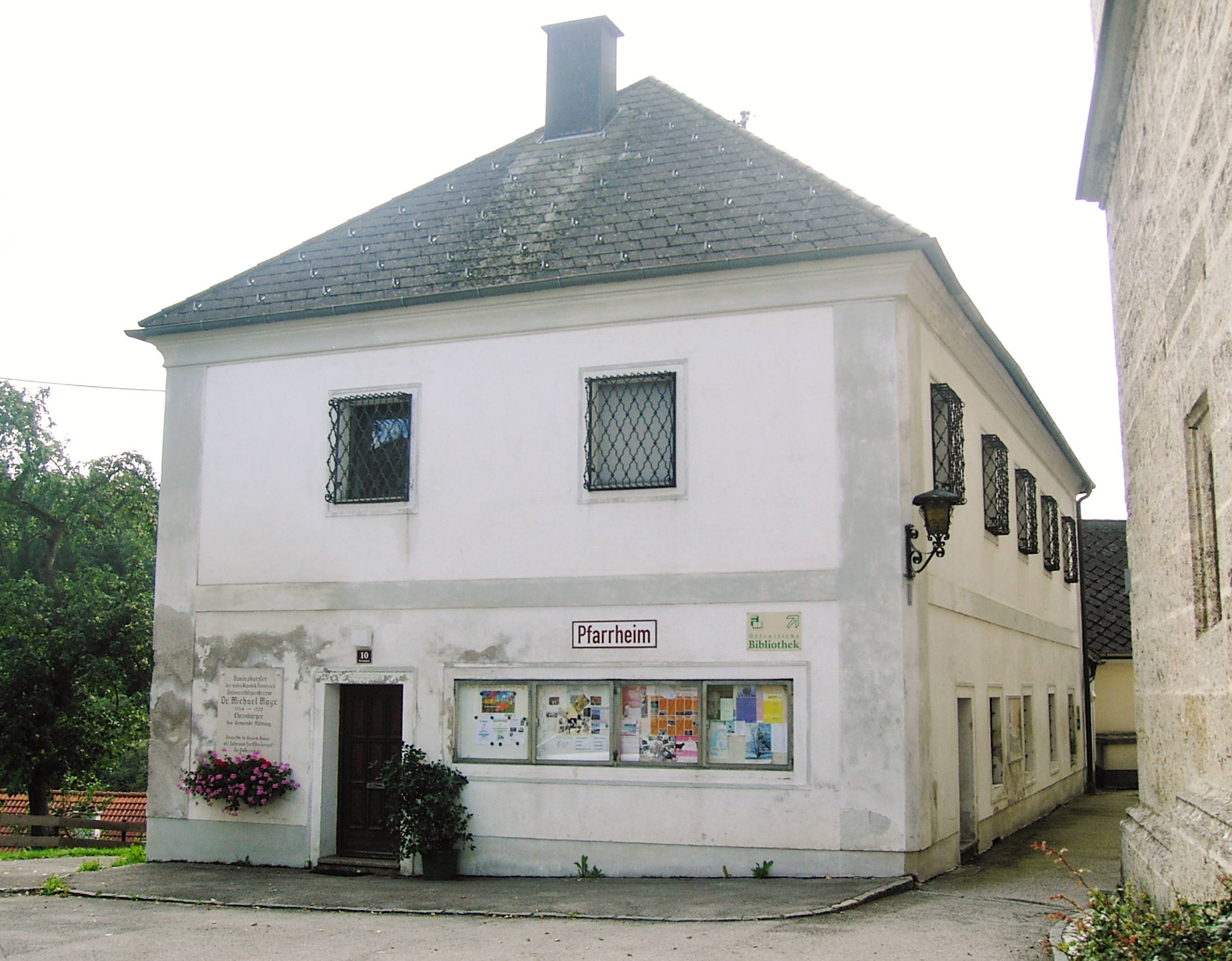
Pfarrheim Adlwang

### Bauwerke
Adlwang ist der älteste Marienwallfahrtsort Oberösterreichs.
- Pfarr- und Wallfahrtskirche „Sieben Schmerzen Mariae“ und Gnadenbrunnen Adlwang: 1330 erstmals urkundlich erwähnt, zieht sie Pilger aus ganz Österreich an. Spätgotischer Bau mit Westportal von 1431–1451. Steinskulptur 'Gnadenbild Mariens' von 1410–1420.
- Kirche & Mesnerhaus St. Blasien
- Eustachiusbrunnen
- Nikolauskapelle
- Kriegerdenkmal
- Engelroderbrunnen
- „Vierkanter“
- Kleindenkmäler

### Öffentliche Einrichtungen
- Freiwillige Feuerwehr Adlwang
- Bibliothek der Pfarre Adlwang

### Sport
- Verein Sportunion
  - Fußball
  - Tennis
  - Stocksport
- Wandern
- Laufen
- Nordic Walking
- Radfahren
- Reiten

## Wirtschaft und Infrastruktur

### Wirtschaftssektoren
Von den 57 landwirtschaftlichen Betrieben des Jahres 2010 wurden 33 im Haupterwerb geführt. Diese bewirtschafteten drei Viertel der Flächen. Im Produktionssektor waren zwei Drittel der Firmen mit der Herstellung von Waren beschäftigt, ein Drittel waren im Baugewerbe tätig. Die Warenherstellung beschäftigt fast neunzig Prozent der Erwerbstätigen dieses Sektors. Der größte Arbeitgeber im Dienstleistungssektor ist der Handel, gefolgt von freiberuflichen Tätigkeiten (Stand 2011).
| Wirtschaftssektor            | Anzahl Betriebe | Anzahl Betriebe | Erwerbstätige | Erwerbstätige |
| Wirtschaftssektor            | 2011            | 2001            | 2011          | 2001          |
| ---------------------------- | --------------- | --------------- | ------------- | ------------- |
| Land- und Forstwirtschaft 1) | 57              | 66              | 65            | 71            |
| Produktion                   | 26              | 20              | 217           | 169           |
| Dienstleistung               | 66              | 30              | 216           | 102           |

1) Betriebe mit Fläche in den Jahren 2010 und 1999

### Bildung
- Volksschule Adlwang
- Montessori-Kinderhaus Adlwang: Hort und Kindergarten

### Vereine
- Trachtenmusikkapelle
- Pfarrwanger Schuhplattler
- Bienenzüchterverein
- Kameradschaftsbund
- Lederhos'n Klub
- Landjugend
- Goldhaubengruppe
- Jägerschaft
- Kirchenchor
- Katholische Vereine
- Politische Vereine
- Sängerrunde

### Verkehr
Eisenbahn: Der nächste Bahnhof befindet sich fünfzehn Kilometer südöstlich in Kirchdorf an der Krems. Von dort gibt es direkte Schnellbahnverbindungen nach Linz.
Straße: Durch den Norden des Gemeindegebietes verläuft die Voralpen Straße B122.

## Politik
Der Gemeinderat hat 19 Mitglieder.
- Mit den Gemeinderats- und Bürgermeisterwahlen in Oberösterreich 2003 hatte der Gemeinderat folgende Verteilung: 12 ÖVP, 5 SPÖ und 2 FPÖ.
- Mit den Gemeinderats- und Bürgermeisterwahlen in Oberösterreich 2009 hatte der Gemeinderat folgende Verteilung: 12 ÖVP, 3 SPÖ, 3 FPÖ und 1 BZÖ.
- Mit den Gemeinderats- und Bürgermeisterwahlen in Oberösterreich 2015 hatte der Gemeinderat folgende Verteilung: 12 ÖVP, 4 FPÖ und 3 SPÖ.[16]
- Mit den Gemeinderats- und Bürgermeisterwahlen in Oberösterreich 2021 hat der Gemeinderat folgende Verteilung: 12 ÖVP, 4 FPÖ und 3 SPÖ.[17]

### Bürgermeister
Bürgermeister seit 1893 waren:
- 1893–1896 Michael Windhager
- 1896–1899 Josef Pachleitner
- 1899–1919 Johann Altmann
- 1919–1924 Johann Altmann II
- 1924–1935 Johann Mandorfer
- 1935–1938 Florian Panhuber
- 1938–1939 Alois Strauss
- 1939–1945 Josef Lindenmair
- 1945–1945 Johann Panhuber
- 1945–1955 Josef Passenbrunner
- 1955–1967 Leopold Höllhuber
- 1967–1995 Rudolf Garstenbauer
- 1995–2015 Franz Hiselmayr
- 2015–2021 Karl Mayr
- seit 2021 Maria Achathaler

### Gemeindepartnerschaften
- Engelrod,  Hessen[19]

### Wappen
Blasonierung: Von Blau und Rot durch einen silbernen Balken geteilt; oben eine silberne, wachsende heraldische Lilie, unten sieben goldene, vier zu drei gestellte Kreuzchen. Die Gemeindefarben sind Blau-Weiß-Rot.

## Persönlichkeiten

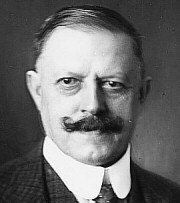
Michael Mayr

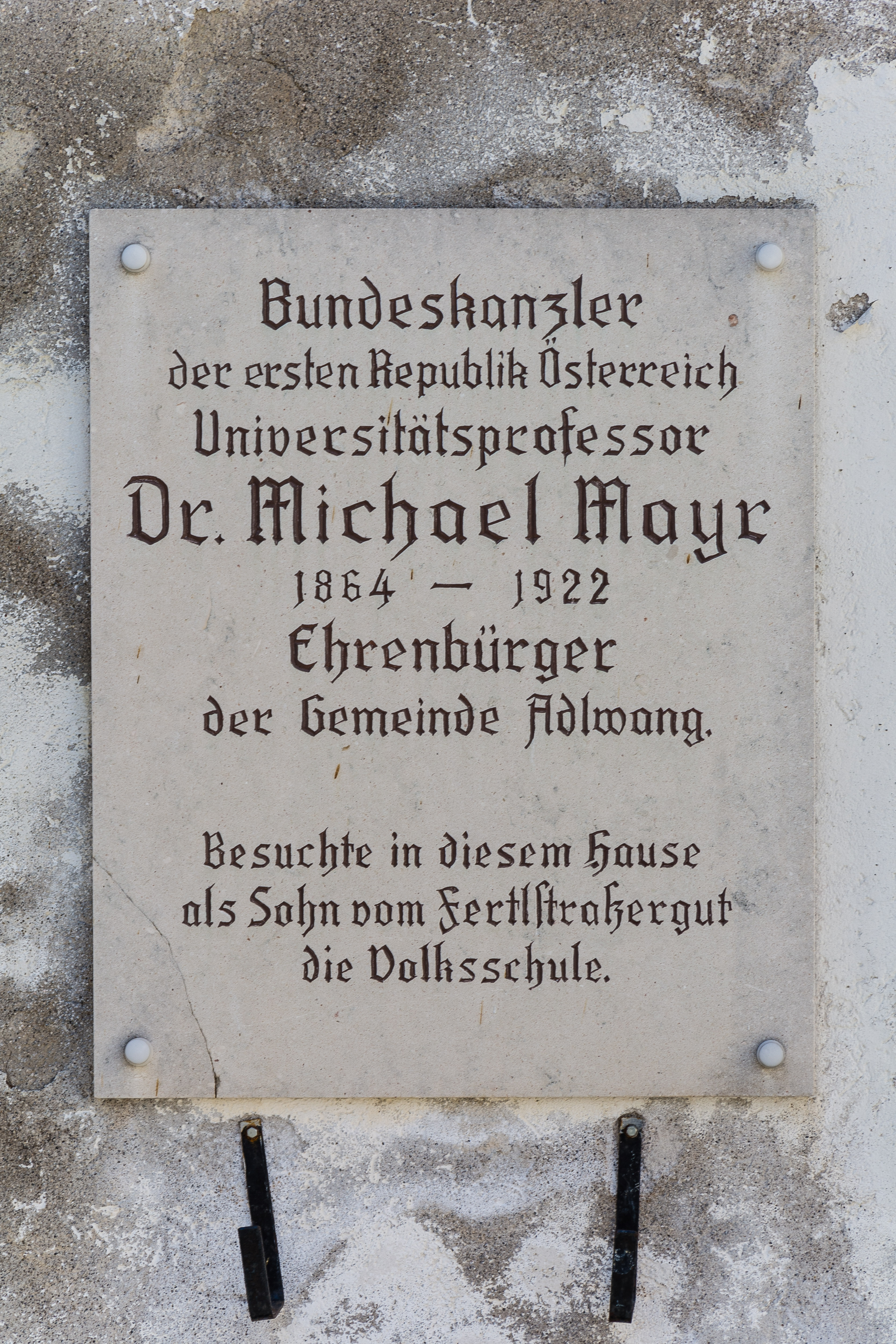
Gedenktafel für Michael Mayr

### Ehrenbürger der Gemeinde
- 2017: Franz Hieslmayr (* 1951), Bürgermeister von Adlwang 1995–2015[20]

### Söhne und Töchter der Gemeinde
- Karl Dickbauer (1891–1976), Polizeiinspektor und Gerechter unter den Völkern
- Michael Mayr (1864–1922), Historiker und Politiker (Christlich Soziale Partei), 1920–1921 österreichischer Bundeskanzler der ersten Republik[10]
- Ludwig Nussbichler (* 1963), Komponist und Musikschuldirektor des Musikums der Stadt Salzburg

### Personen mit Bezug zur Gemeinde
- Joseph Maierlein, Heimatdichter, verbrachte die letzten Lebensjahre in Adlwang, wo sich auch sein Grab befindet
- Pater Lambert Guppenberger, Germanist und Historiker, 1882–1895 Pfarrer in Adlwang

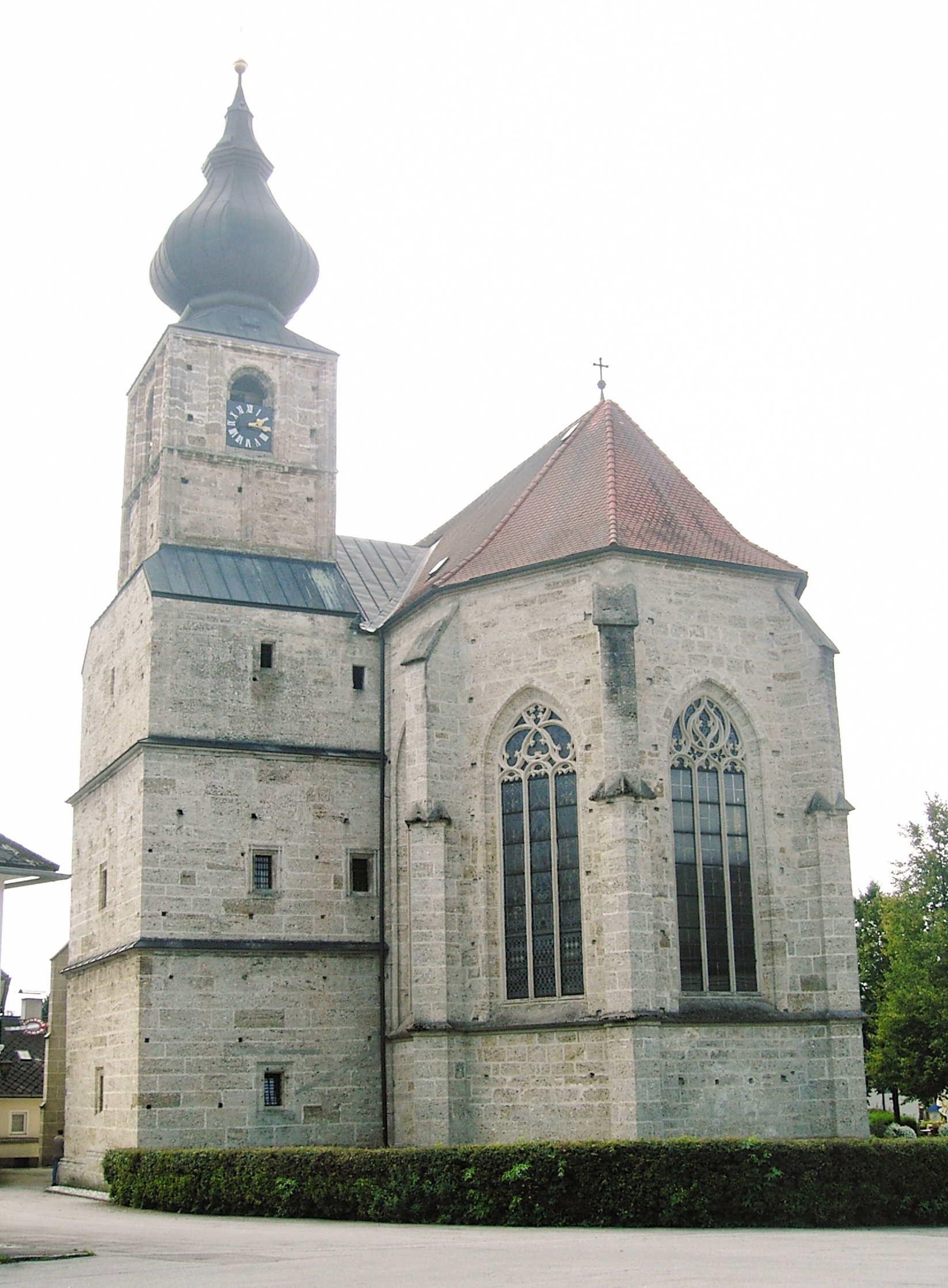
Kirche Adlwang
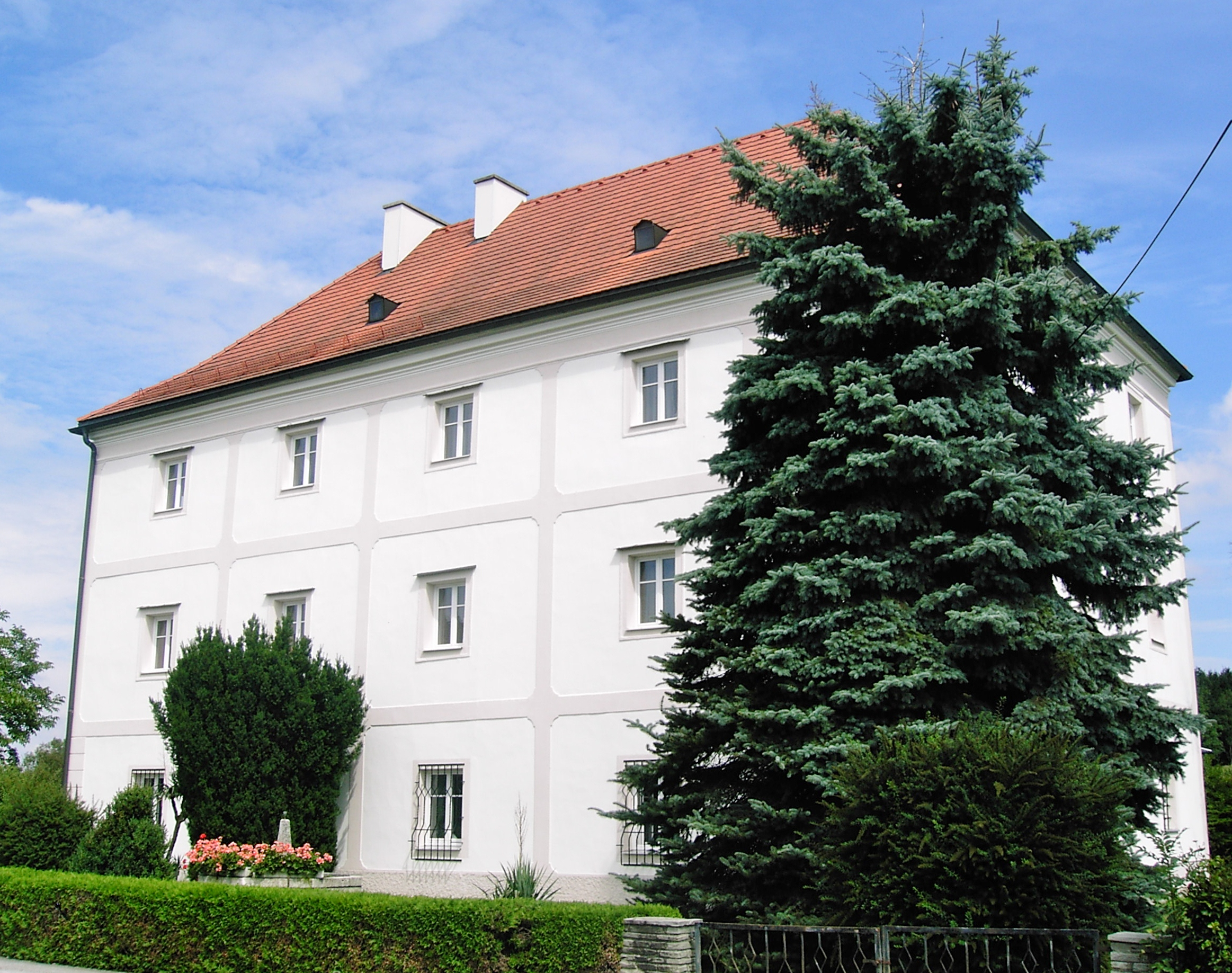
Pfarrhof
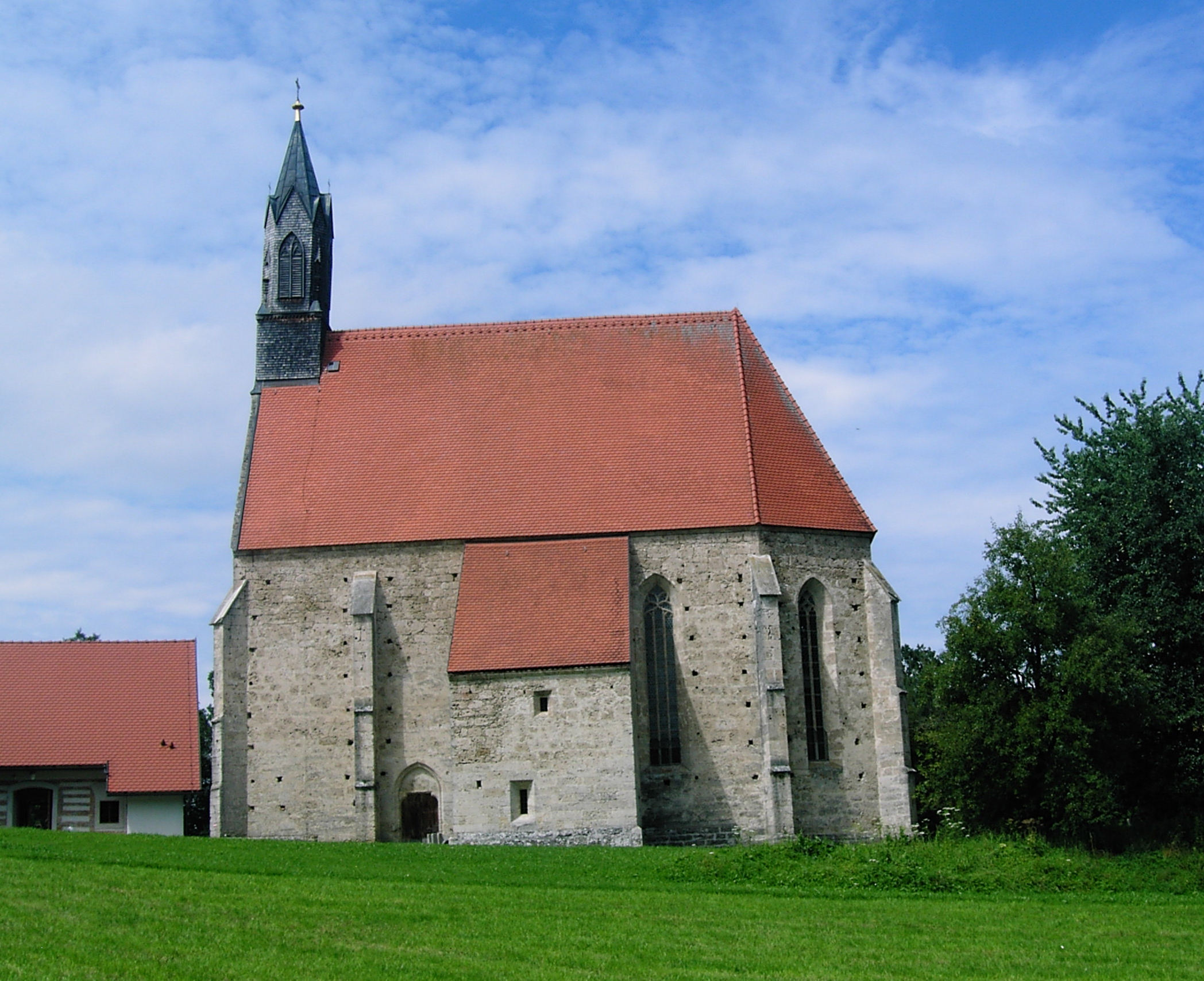
Kirche St. Blasien
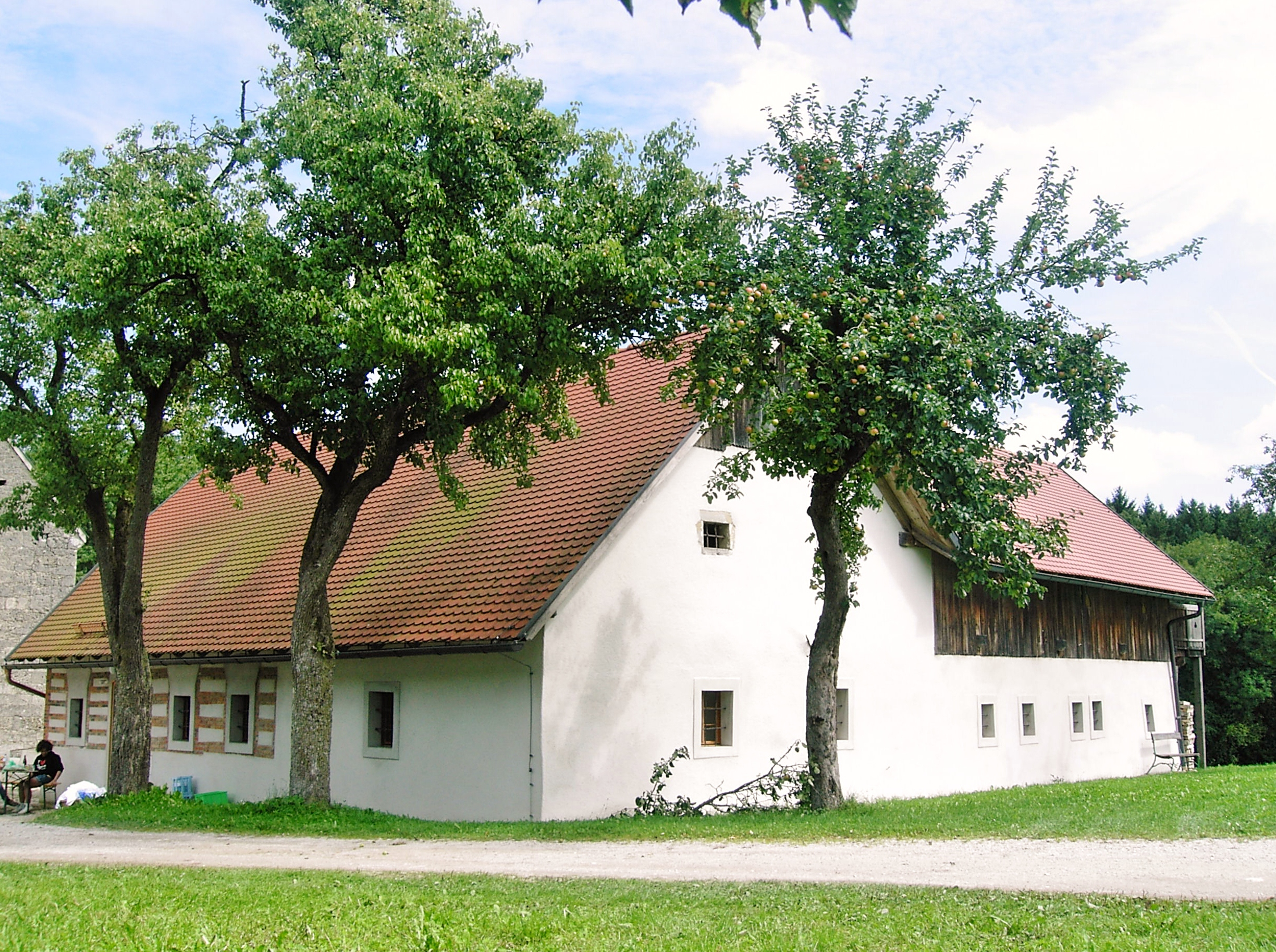
Mesnerhaus